# Электронно-картографическая навигационно-информационная система

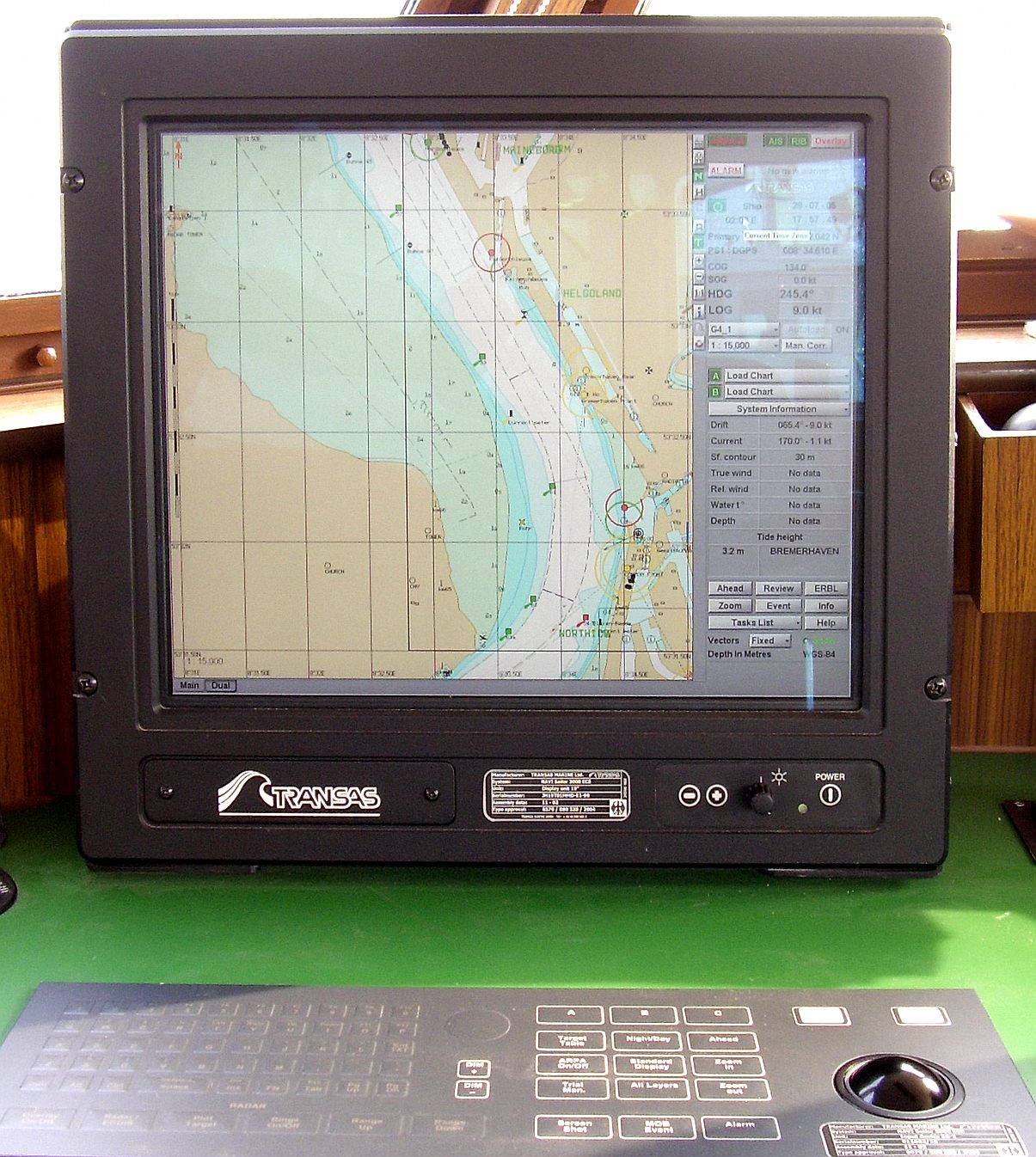

Электронная картографическая навигационно-информационная система (ЭКНИС, англ. Electronic Chart Display and Information System, ECDIS) — компьютерная навигационная система на основе информации, которая соответствует требованиям Международной морской организации, обеспечивает безопасность судовождения, а на больших судах при наличии двух независимых ЭКНИС может служить полной альтернативой традиционным бумажным картам.
Компьютерная система отображает информацию из электронных навигационных карт, интегрирует её с данными системы глобального позиционирования GPS, данными радаров, систем автоматической идентификации судов, лага, эхолота. С помощью судовых антенн может быть подключена к сети Интернет;  в этом случае становится возможным обновление (корректура) электронной карты прямо во время плавания.

## Типы электронных картографических систем
1. ЭКНИС (ECDIS) — морская навигационная картографическая система, удовлетворяющая требованиям национального морского регистра («Правила по оборудованию морских судов») и международным требованиям (IEC-61174 Ed.3.0 −2008).
2. СОЭНКИ — речная навигационная картографическая система, удовлетворяющая
требованиям национального речного регистра («Правила классификации и постройки судов внутреннего плавания ч.4 п. 25.10» и РД 52-013-01 «Системы отображения электронных навигационных карт и информации для внутренних водных путей»). СОЭНКИ, имеющая сертификаты речного и морского регистров (удовлетворяющая требованиям, предъявляемым к ЭКНИС) предназначена для судов смешанного плавания.
3. ЭКС (ECS) — электронная картографическая система, удовлетворяющая требованиям стандарта IEC-62376(2010)), предназначенная для использования на судах каботажного и внутреннего плавания. Стандарт рассматривает 3 типа ЭКС (классы «А», «B» и «C») и определяет требования к ним. Выполнение системой требований указанных стандартов подтверждается «Свидетельством о типовом одобрении» (сертификатом), выдаваемым соответствующим Регистром.
Важно: Система может считаться ЭКНИС или СОЭНКИ, если она удовлетворяет требованиям Регистра и на ней установлены откорректированные официальные электронные карты. Тогда по ней разрешается осуществлять официальное судовождение (то есть можно не вести текущую исполнительную прокладку по бумажной карте, а использовать электронную карту). Для ЭКС классов «А» и «B», стандарт IEC-62376(2010) допускает использование их в качестве основного навигационного средства с использованием неофициальных карт. ЭКС класса «С» может использоваться только как вспомогательная информационная система.

## Виды электронных карт
- Растровые карты (RNC) — это, по сути, сканированные копии бумажных карт, «привязанные» к координатной сетке.
- Векторные карты.

## Нормативная база
Структура и формат электронных карт (баз данных) должны соответствовать форматам, определяемым «Международной гидрографической организацией» (IHO).
- S-52 спецификация содержимого карты и дисплея ECDIS (стандарт представления).
- S-57 основной формат навигационных электронных карт, предназначенный для обмена данными между гидрографическими службами, агентствами, производителями картографической продукции и систем.
- S-63 стандарт распространения навигационных карт для разработчиков оборудования; предусматривает шифрование данных формата S-57.
- S-101 новый
- Резолюции ИМО А.694(17).
- Резолюция ИМО А.817(19) «Эксплуатационные требования к электронным картографическим навигационным информационным системам (ECDIS)».
- Резолюция ИМО MSC.232(82) от 05.12.2006 г. «Принятие пересмотренных эксплуатационных требований к электронным картографическим навигационным системам (ECDIS)».

## Производители карт, форматы карт, распространенные в РФ
- СМ-93 — компания «C-МАР»
- TX-97 — Российская фирма Transas Marine
- mp6 — компания «Абрис», СПб